# Odonata
Los odonatos (Odonata) son un orden de insectos con unas 6000 especies actuales, que incluye las libélulas y los caballitos del diablo. Los adultos muestran un aspecto muy característico, con una cabeza más ancha que el resto del cuerpo, un abdomen largo y delgado y cuatro alas membranosas transparentes. Viven asociados a ambientes acuáticos, que son necesarios para el desarrollo de sus náyade; no tienen fase de pupa y, por tanto, su metamorfosis es simple (hemimetabolía).
Junto con los efemerópteros formaban el antiguo grupo de los paleópteros, caracterizados por no poder plegar las alas sobre el abdomen; según la sistemática cladística, los grupos parafiléticos no son aceptables, de modo que tienden a abandonarse.

## Etimología
Johan Christian Fabricius acuñó el término Odonata en 1793 a partir del griego antiguo οδοντός (odontós), que significa ‘diente’. Una hipótesis es que esto se debió a que sus maxilas estaban notablemente dentadas.

## Características

Anatomía de la libélula.1: Clípeo, 2: Antena, 3,4 Frentes, 5: Labrum, 6: Garra, 7: Tarso 8: Tibia, 9: Espinas, 10: Fémur, 11: Coxa, 12: Suturas, 13: Tórax, 14: Abdomen (S1-S10), 15: Apéndices (claspers), 16: Bucle anal, 17: Triángulos, 18: Ala trasera, 19: Ala delantera, 20: Pterostigma, 21: Venas cruzadas posnodales, 22: Nodo, 23: Venas cruzadas antenodales, 24: Arculus, 25: Sintórax, 26: Franjas humerales y antehumerales, 27: Protórax, 28: Labio, 29: Mandíbulas, 30: Ojo compuesto.

### Adultos

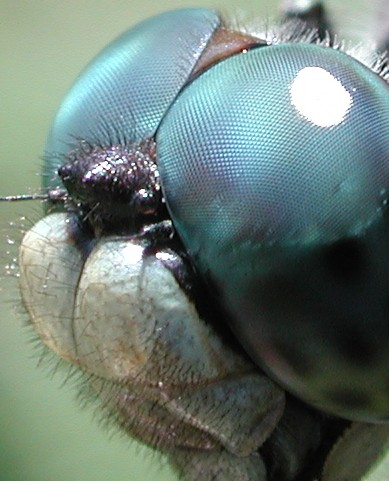
Ojos compuestos de libélula.

Los odonatos adultos poseen una cabeza ancha con dos grandes ojos compuestos que pueden ocupar casi toda la cabeza y dos antenas muy cortas. Las piezas bucales, bien desarrolladas, son de tipo masticador, con unas grandes mandíbulas.
El tórax es grande y globoso, con el mesotórax y el metatórax soldados entre sí (sintórax); las patas son robustas y poseen numerosos espolones, y las usan para cazar insectos al vuelo, formando con ellas una especie de cesta; las alas son membranosas, largas y estrechas, con una nerviación compleja y reticulada, y una mancha característica cerca del ápice (pterostigma).
El abdomen está constituido por 11 segmentos. El orificio genital está en el octavo segmento en las hembras y en los machos, los cuales, no obstante, poseen el órgano copulador en el segundo segmento abdominal, lo que los diferencia del resto de los insectos y hace necesario que tengan que doblar el abdomen durante el apareamiento, para así poder alcanzar el orificio genital de la hembra.

### Larvas

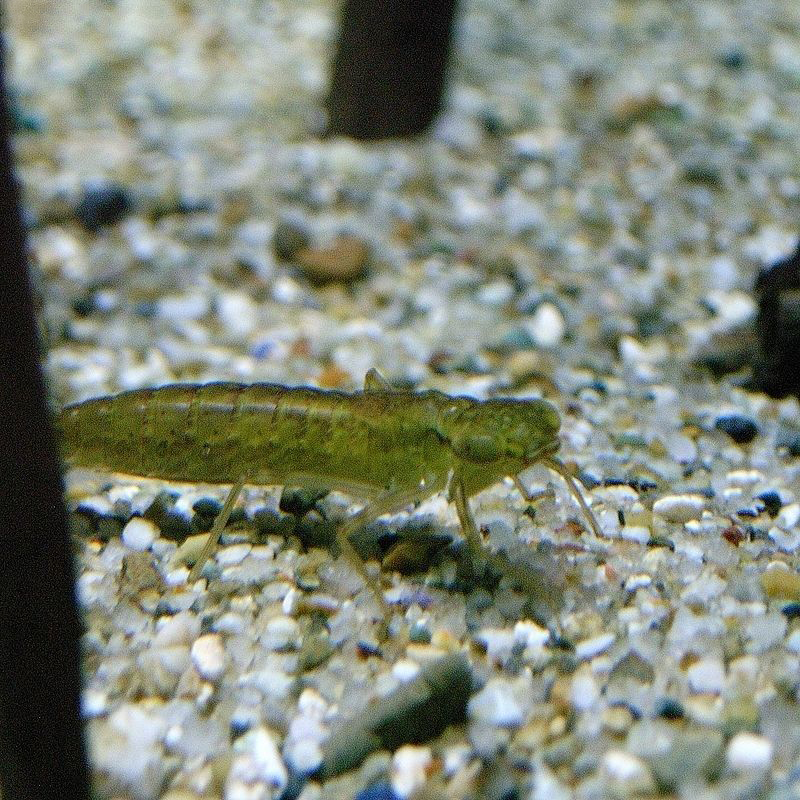
Ninfa acuática de una libélula.

Las ninfas de los odonatos son acuáticas y suelen denominarse náyades. Tienen la cabeza pentagonal o rectangular, provista de un par de grandes ojos compuestos, tres ocelos y un par de cortas antenas. Su principal característica es su aparto bucal: el labio está muy modificado formando la máscara, un dispositivo que mantiene plegado bajo la cabeza y que proyecta adelante de manera repentina para capturar las presas. El tórax es similar al del adulto, pero solo lleva unos esbozos de alas. El abdomen puede llevar tres láminas branquiales apicales (zigópteros).

## Biología y ecología

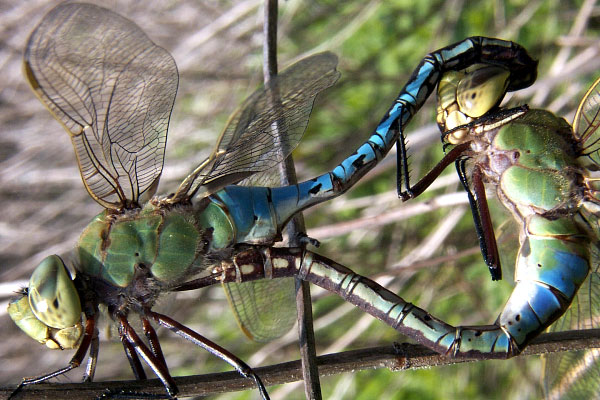
Apareamiento.

Tanto los adultos como las ninfas son depredadores; los adultos capturan otros insectos al vuelo y las ninfas se alimentan de invertebrados y de pequeños vertebrados acuáticos (renacuajos, pequeños peces). Los odonatos adultos viven entre uno y seis meses. La fase larvaria puede durar de 2 a 4 años.
Su reproducción es exclusivamente sexual; el apareamiento tiene lugar con frecuencia en pleno vuelo; luego, la hembra inicia la puesta de los huevos en el agua; el desarrollo postembrionario pasa por una fase de neánida seguida de una fase de ninfa que sufre numerosas mudas antes de alcanzar el estado adulto. La ninfa abandona el agua para realizar su metamorfosis; con frecuencia sube a los tallos de plantas, rocas, depósitos de agua, donde permanecen inmóviles hasta que emerge el adulto.
Es frecuente que los machos defiendan un territorio del que expulsan a cualquier intruso; algunas hembras también expulsan a otras hembras de su territorio de puesta. Los machos realizan una parada nupcial, con un vuelo ondulante, subiendo y bajando, para atraer a la hembra y, posteriormente, ambos, realizar un vuelo nupcial.

### Migración
Al menos 25 especies de odonatos son migratorias. Sus movimientos migratorios son semejantes a los de las aves y se cuentan entre las migraciones más largas de los insectos, pero aún hay mucho por saber de estos procesos. Se emplean diversos métodos, incluyendo «marcado y recaptura» y radiotelemetría.

## Filogenia y clasificación

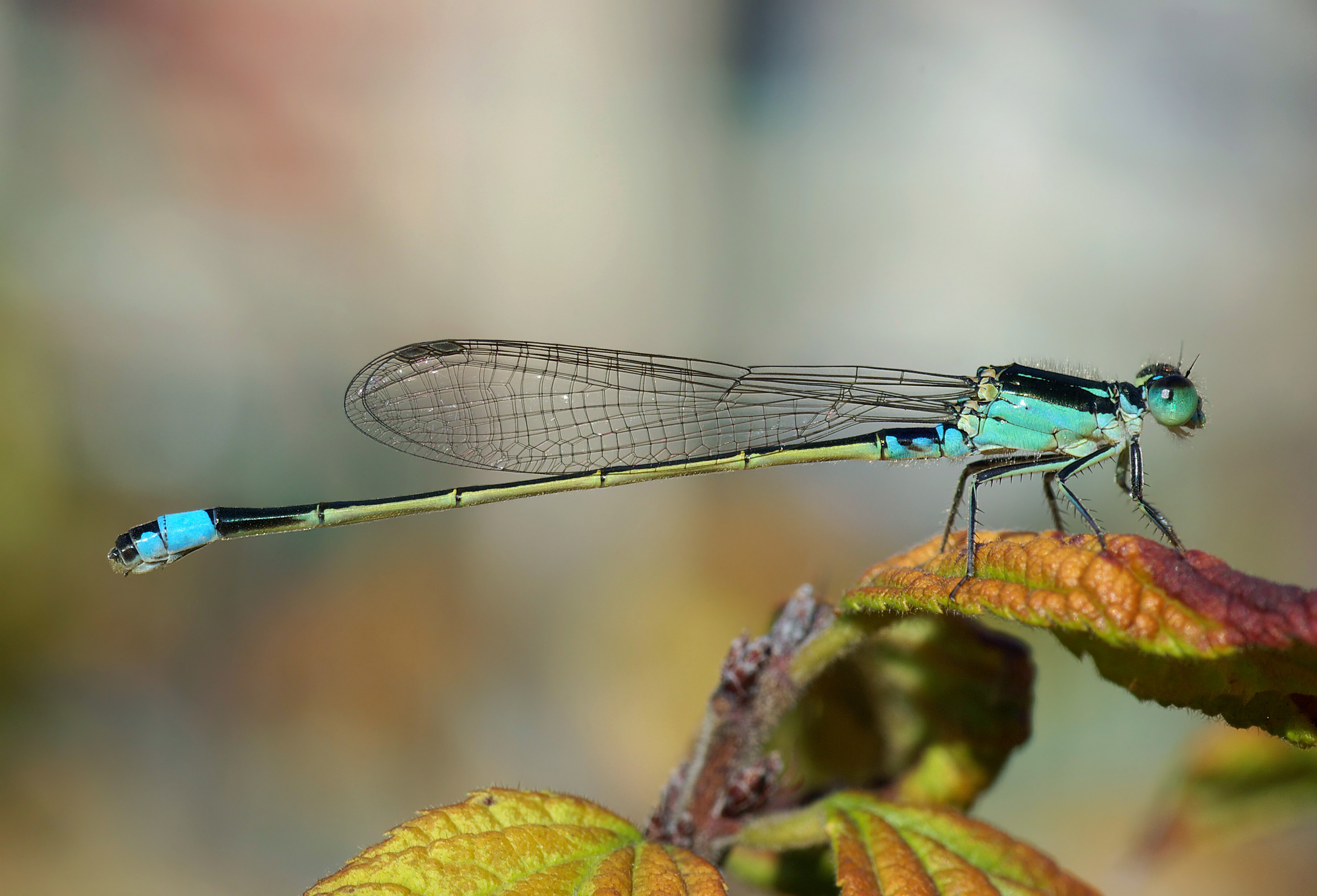
El zigóptero Ischnura senegalensis.

Los odonatos se han subdividido tradicionalmente en dos subórdenes:
- Anisoptera, que incluye las libélulas, con alas desiguales, siendo las posteriores más grandes que las anteriores; en reposo, las alas se disponen de manera horizontal transversal (perpendiculares al cuerpo).
- Zygoptera, los caballitos del diablo, con alas anteriores y posteriores muy similares; en reposo, las alas se mantienen juntas longitudinalmente y más o menos elevadas sobre el cuerpo.

Recientes revisiones de la filogenia de los odonatos sugieren que el suborden Anisoptera es parafilético (y, por tanto, debería rechazarse), según muestra el cladograma siguiente:
|           | Zygoptera                                                                    |
|           |                                                                              |
| Epiprocta | \| \| Anisozygoptera \| \| \| \| \| ___ \| Anisoptera \| \| \| Anisoptera \| |
|           | \| \| Anisozygoptera \| \| \| \| \| ___ \| Anisoptera \| \| \| Anisoptera \| |
|           | Anisozygoptera                                                               |
|           |                                                                              |
| ___       | Anisoptera                                                                   |
|           | Anisoptera                                                                   |

|     | Anisozygoptera |
|     |                |
| ___ | Anisoptera     |
|     | Anisoptera     |

A partir del cladograma, la nueva clasificación de los odonatos sería:
- Suborden Zygoptera
- Suborden Epiprocta
  - Infraorden Anisozygoptera
  - Infraorden Anisoptera

Si se toman en consideración las formas fósiles resulta el siguiente cladograma:
|           | Zygoptera                                                     |
|           |                                                               |
| Epiprocta | \| \| Anisozygoptera \| \| \| \| \| \| Anisoptera \| \| \| \| |
|           | \| \| Anisozygoptera \| \| \| \| \| \| Anisoptera \| \| \| \| |
|           | Anisozygoptera                                                |
|           |                                                               |
|           | Anisoptera                                                    |
|           |                                                               |

|  | Anisozygoptera |
|  |                |
|  | Anisoptera     |
|  |                |

|           | Zygoptera                                                     |
|           |                                                               |
| Epiprocta | \| \| Anisozygoptera \| \| \| \| \| \| Anisoptera \| \| \| \| |
|           | \| \| Anisozygoptera \| \| \| \| \| \| Anisoptera \| \| \| \| |
|           | Anisozygoptera                                                |
|           |                                                               |
|           | Anisoptera                                                    |
|           |                                                               |

|  | Anisozygoptera |
|  |                |
|  | Anisoptera     |
|  |                |

|           | Zygoptera                                                     |
|           |                                                               |
| Epiprocta | \| \| Anisozygoptera \| \| \| \| \| \| Anisoptera \| \| \| \| |
|           | \| \| Anisozygoptera \| \| \| \| \| \| Anisoptera \| \| \| \| |
|           | Anisozygoptera                                                |
|           |                                                               |
|           | Anisoptera                                                    |
|           |                                                               |

|  | Anisozygoptera |
|  |                |
|  | Anisoptera     |
|  |                |

|           | Zygoptera                                                     |
|           |                                                               |
| Epiprocta | \| \| Anisozygoptera \| \| \| \| \| \| Anisoptera \| \| \| \| |
|           | \| \| Anisozygoptera \| \| \| \| \| \| Anisoptera \| \| \| \| |
|           | Anisozygoptera                                                |
|           |                                                               |
|           | Anisoptera                                                    |
|           |                                                               |

|  | Anisozygoptera |
|  |                |
|  | Anisoptera     |
|  |                |

|           | Zygoptera                                                     |
|           |                                                               |
| Epiprocta | \| \| Anisozygoptera \| \| \| \| \| \| Anisoptera \| \| \| \| |
|           | \| \| Anisozygoptera \| \| \| \| \| \| Anisoptera \| \| \| \| |
|           | Anisozygoptera                                                |
|           |                                                               |
|           | Anisoptera                                                    |
|           |                                                               |

|  | Anisozygoptera |
|  |                |
|  | Anisoptera     |
|  |                |

|           | Zygoptera                                                     |
|           |                                                               |
| Epiprocta | \| \| Anisozygoptera \| \| \| \| \| \| Anisoptera \| \| \| \| |
|           | \| \| Anisozygoptera \| \| \| \| \| \| Anisoptera \| \| \| \| |
|           | Anisozygoptera                                                |
|           |                                                               |
|           | Anisoptera                                                    |
|           |                                                               |

|  | Anisozygoptera |
|  |                |
|  | Anisoptera     |
|  |                |

|           | Zygoptera                                                     |
|           |                                                               |
| Epiprocta | \| \| Anisozygoptera \| \| \| \| \| \| Anisoptera \| \| \| \| |
|           | \| \| Anisozygoptera \| \| \| \| \| \| Anisoptera \| \| \| \| |
|           | Anisozygoptera                                                |
|           |                                                               |
|           | Anisoptera                                                    |
|           |                                                               |

|  | Anisozygoptera |
|  |                |
|  | Anisoptera     |
|  |                |

|           | Zygoptera                                                     |
|           |                                                               |
| Epiprocta | \| \| Anisozygoptera \| \| \| \| \| \| Anisoptera \| \| \| \| |
|           | \| \| Anisozygoptera \| \| \| \| \| \| Anisoptera \| \| \| \| |
|           | Anisozygoptera                                                |
|           |                                                               |
|           | Anisoptera                                                    |
|           |                                                               |

|  | Anisozygoptera |
|  |                |
|  | Anisoptera     |
|  |                |

## Estado de conservación
Los odonatos pueden actuar como bioindicadores de la calidad del agua en los ríos porque dependen de agua de alta calidad para un desarrollo adecuado en las primeras etapas de la vida. Dado que su dieta se compone exclusivamente de insectos, la densidad de odonatos es directamente proporcional a la población de presas, y su abundancia indica la abundancia de presas en el ecosistema examinado. La riqueza de especies de plantas vasculares también se ha correlacionado positivamente con la riqueza de especies de libélulas en un hábitat determinado. Esto significa que en un lugar como un lago, si se encuentra una gran variedad de odonatos, entonces también debería estar presente una variedad similar de plantas. Esta correlación no es común a todos los bioindicadores, ya que algunos pueden actuar como indicadores de un factor ambiental diferente, como la rana de los estanques que actúa como bioindicador de la calidad del agua debido a la gran cantidad de tiempo que pasa dentro y alrededor del agua.
Además, los odonatos son muy sensibles a los cambios de temperatura media. Muchas especies se han trasladado a elevaciones y latitudes más altas a medida que aumenta la temperatura global y los hábitats se secan. Se han registrado cambios en el ciclo de vida con un mayor desarrollo de las etapas del estadio y un tamaño corporal adulto más pequeño a medida que aumenta la temperatura promedio. A medida que el territorio de muchas especies comienza a superponerse, aumenta la tasa de hibridación de especies que normalmente no entran en contacto. Si el cambio climático global continúa, muchos miembros de Odonata comenzarán a desaparecer. Debido a que los odonatos son un orden tan antiguo y tienen un registro fósil tan completo, son una especie ideal para estudiar la evolución y adaptación de los insectos. Por ejemplo, son uno de los primeros insectos en desarrollar el vuelo y es probable que este rasgo solo haya evolucionado una vez en los insectos; al observar cómo funciona el vuelo en los odonatos, se puede mapear el resto del vuelo.

### Estudios en Alemania
En 2001 en Alemania, la libélula de vientre plano (Libellula depressa) fue elegida insecto del año. Esta decisión se justificó porque esta especie tan llamativa y extendida pretende representar a todas las libélulas (Odonata) y llamar la atención sobre su peligro en Alemania. El peligro proviene principalmente de la creciente contaminación y drenaje de muchos cuerpos de agua que las larvas de libélula utilizan como hábitat. Como resultado, dos tercios de las 80 especies nativas estaban en peligro de extinción en 1998, y el 20 % incluso fueron clasificadas como amenazadas de extinción. Según una revaluación de 2012 (publicada en 2015), “sólo” 30 de las 79 especies consideradas todavía están en la Lista Roja en Alemania (excluidas seis especies de la lista de alerta temprana). Las razones son principalmente un cambio en la metodología de valoración, pero también cambios reales en el inventario. Algunas especies de libélulas termófilas se consideran “ganadoras” del cambio climático, mientras que las especies de ríos se benefician de las mejoras en la calidad del agua y estructural en dichos biotopos. Por otro lado, las especies nórdicas y siberianas, así como algunas especies que dependen de las turberas, están en particular declive
Dado que la mayoría de los profanos no pueden diferenciar entre especies, todas las especies de libélulas en Alemania y la mayoría de los países vecinos son especies protegidas. Sólo se pueden recoger las camisas de muda vacías (exuvia).
En los últimos 35 años, la distribución de las especies de libélulas en Alemania ha cambiado significativamente, según un estudio del Centro Alemán para la Investigación Integrativa de la Biodiversidad (iDiv) Halle-Jena-Leipzig de 2021. Se han registrado disminuciones, especialmente en especies en zonas estancadas. Sin embargo, hubo un aumento de libélulas que vivían a lo largo de los ríos y preferían temperaturas más cálidas. Los científicos están preocupados por la disminución de las especies que vivían cerca de aguas estancadas. Se encontraron disminuciones en el 29% de todas las especies de libélulas. Las especies que prefieren temperaturas más frías y agua estancada, como pantanos y páramos, se ven especialmente afectadas. Muchas de estas especies ya están en peligro de extinción.

## Las libélulas en la cultura humana
Contrariamente a la creencia popular, las libélulas no son venenosas y no pueden picar, por lo que son completamente inofensivas para los humanos. De esta idea errónea surgieron antiguos nombres como “Aguja del diablo”, “Taladro ocular” o “Muerte del caballo” y dieron mala reputación a las libélulas. Si una libélula atrapada muerde el dedo de una persona, es perceptible pero generalmente no doloroso. Las libélulas nunca atacan a las personas por sí solas, sino que suelen ser tímidas y huir. Sin embargo, algunas especies de gran tamaño como la damisela mosaico verde azulada se acercan en ocasiones con curiosidad para observar a los humanos “intrusos del territorio”. Permanecen en el aire agitando el vuelo. Algunos malinterpretan esto como un ataque.

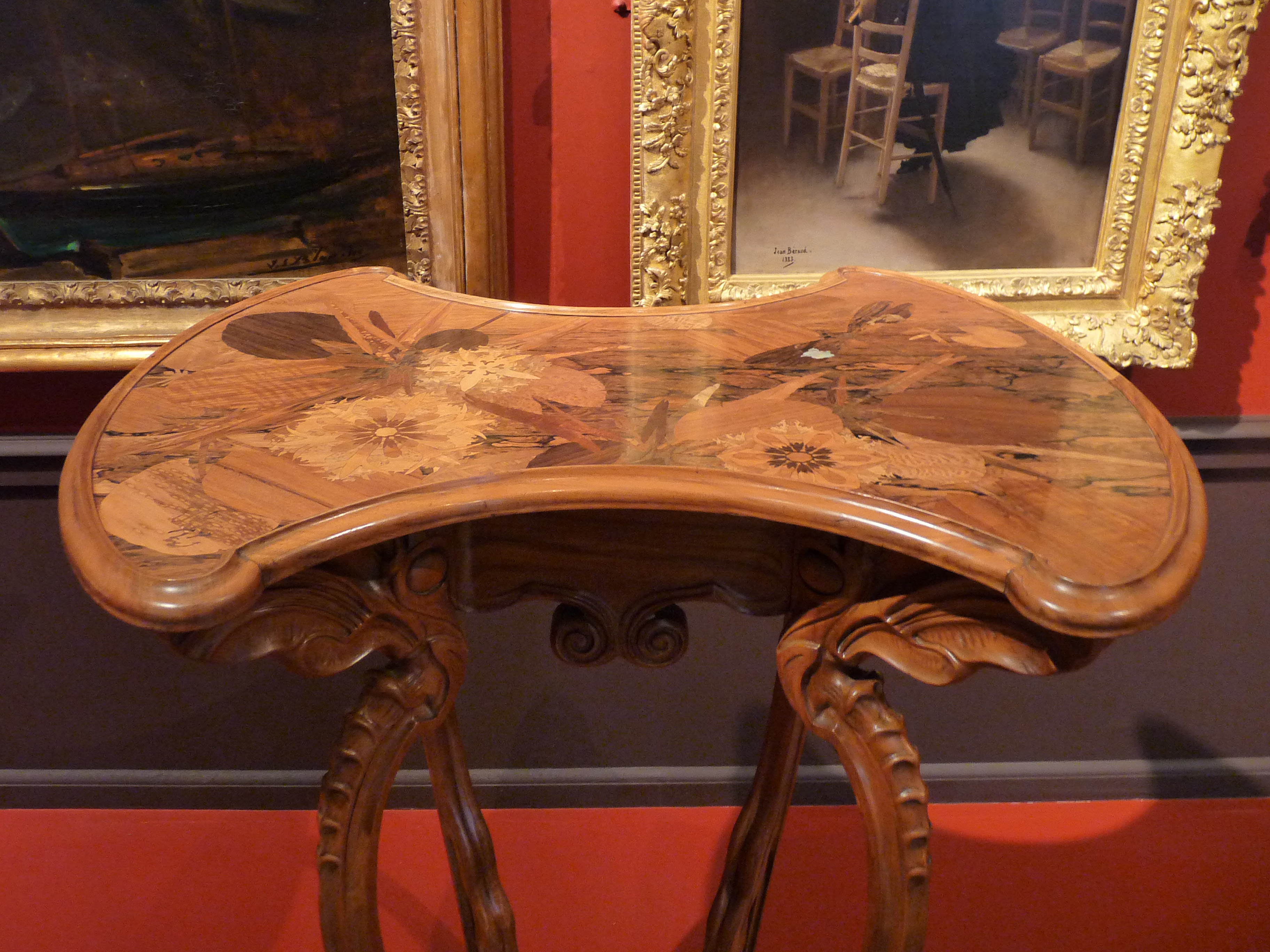
Gueridón Libellule del artista francés Emile Gallé (1846-1904).

Las libélulas tienen varios nombres populares que se remontan a su uso en la mitología y las creencias populares. En la mitología germánica, las libélulas estaban asociadas con la diosa Freya o Frigg y eran sagradas. Este culto pagano fue revertido por los misioneros junto con el significado del viernes dedicado a Freya, las libélulas se convirtieron en “agujas del diablo”, “rayos del diablo” o “puñaladas de ojos” y el viernes se convirtió en un día de mala suerte. Hasta el día de hoy, el miedo a las libélulas que estaba muy extendido en aquella época ha persistido debido a la idea de que las libélulas podían picar. En Luxemburgo es común el nombre Siwestécher 'Siebenstecher', que se remonta a la creencia de que siete picaduras de libélula pueden matar a una persona.
En el mito japonés de la creación del reino insular descrito en las dos crónicas más antiguas de Japón, Kojiki y Nihongi, la isla más grande de Honshū se llama Ō-yamato-toyo-aki-zu-shima (Kojiki: 大倭豊秋津島, Nihongi: 大日本豊秋津洲, en español: “Gran Isla Fértil Libélula de Yamato”). Se dice que el nombre se remonta al primer Tennō, Jimmu, quien comparó la forma de Japón (“Gran Yamato”) con una libélula que bebía con su cola. Por lo tanto, la libélula era un símbolo del poder imperial en el Japón temprano. En la creencia popular, se la consideraba el espíritu de la planta del arroz y el presagio de un otoño fructífero; la parte del nombre 豊秋 puede leerse como “otoño fértil”. En la poesía japonesa, "Isla Libélula" (Akitsu-shima o Akizu-shima) es un nombre poético para Japón y la propia libélula también es un motivo popular.
La libélula también se puede encontrar habitualmente en la literatura, por ejemplo en el poema La libélula de Heinrich Heine, en varias obras de Annette von Droste-Hülshoff o en el poema humorístico La libélula de Heinz Erhardt, en el que escribió:
```
    “Querida libélula,
    ¡No vueles tan rápido!
    Piensa en los peligros,
    los que te esperan […]”
```

Especialmente en las series animadas modernas, desde la abeja Maya y Antz hasta varios manga japoneses, la libélula se utiliza como dispositivo volador debido a sus habilidades de vuelo, en otras representa el diseño de naves espaciales de aspecto futurista con forma de libélula (por ejemplo, Captain Futuro o Lexx). También son dignos de mención los créditos iniciales de varios minutos de la comedia de ciencia ficción de Hollywood Hombres de negro, que fueron diseñados íntegramente desde la perspectiva de una libélula cazando.
Una libreta de papel de fumar de Altesse KG, fabricada con papel de fumar de Olleschau Papier Industrie AG, tenía como marca registrada una libélula. Las alas extendidas simbolizan la delgadez del papel. La editorial alemanda Libelle Verlag, que lleva el nombre del animal, existe como editorial independiente desde 1979.